# Jorhat (distrikt)
Jorhat (engelska: Jorhat Town, assamesiska: যোৰহাট, gujarati: જોરહટ જિલ્લો, hindi: जोरहाट, teluga: జోర్హాట్) är ett distrikt i Indien.   Det ligger i delstaten Assam, i den östra delen av landet, 1 700 km öster om huvudstaden New Delhi. Antalet invånare är 1 092 256.
Följande samhällen finns i Jorhat:
- Jorhāt
- Mariāni
- Titābar